# Tulari
Tulari (Servisch cyrillisch Тулари) is een plaats in de Servische gemeente Ub. De plaats telt 945 inwoners (2002).